# Jadir
Jadir (en árabe: جادير‎) (Guarujá do Sul, Brasil; 29 de mayo de 1974) es un exfutbolista y entrenador de fútbol de Líbano nacido en Brasil que jugaba en la posición de defensa. Actualmente es el entrenador del Toledo U19 de Brasil.

## Carrera

### Club
| Periodo   | Club                             |
| --------- | -------------------------------- |
| 1991–1993 | Toledo EC                        |
| 1993–1999 | Clube Atlético Paranaense        |
| 1995      | → Toledo EC (cedido)             |
| 1996      | → Mixto EC (cedido)              |
| 1997      | → Brasil de Farroupilha (cedido) |
| 1998      | → Rio Branco-PR (cedido)         |
| 1998      | → Tubarão FC (cedido)            |
| 1999      | → Iraty SC (cedido)              |
| 2000–2002 | Al Ansar Beirut                  |
| 2002      | Juventude-MT                     |
| 2002–2005 | Sagesse SC                       |
| 2005–2006 | Akhaa Ahli Aley FC               |
| 2006–2007 | Al Ansar Beirut                  |

### Selección nacional
Jugó para Líbano en 17 ocasiones de 2000 a 2001 y anotó dos goles; participó en la Copa Asiática 2000.

## Logros
- Liga Premier de Líbano (1): 2006/07
- Copa de Líbano (2): 2001/02, 2006/07
- Campeonato Matogrossense (1): 1996
- Copa Santa Catarina (1): 1998

## Vida personal
Su hermano Jorge Morgenstern también jugó al fútbol a nivel profesional, principalmente para equipos del estado de Paraná. Su hijo Adriel también es futbolista.